# LEGO DC animációs filmuniverzum
A LEGO DC animációs filmuniverzum (eredeti név: LEGO DC Animated Movie Universe) egy filmfranchise és kitalált univerzum, első itt játszódó film a Lego Batman: Ligába csalva.

## Egész estés filmek
| Film                                             | Eredeti megjelenés  | Magyar megjelenés   | Játékidő |
| ------------------------------------------------ | ------------------- | ------------------- | -------- |
| Lego Batman: Ligába csalva                       | 2014. október 27.   | 2014                | 22 perc  |
| Az Igazság Ligája a Bizarro Liga ellen           | 2015. február 10.   | 2016. január 9.     | 49 perc  |
| Az Igazság Ligája – Harc a légióval              | 2015. augusztus 25. | 2015. augusztus 26. | 72 perc  |
| Az Igazság Ligája – Kozmikus küzdelem            | 2016. március 1.    | 2016.               | 78 perc  |
| Az Igazság Ligája – Batman és Halálcsapás        | 2016. július 12.    | 2016.               | 72 perc  |
| Lego szuperhősök – Flash, a villám               | 2018. március 13.   | 2018. március 21    | 78 perc  |
| Lego DC Szuperhősök: Aquaman – Atlantisz haragja | 2018. július 22.    | 2018.               | 78 perc  |
| Lego DC Batman: Family Matters                   | 2019. július 21.    |                     | 72 perc  |
| Lego DC: Shazam!: Magic and Monsters             | 2020. június 16.    |                     | 81 perc  |

## Szereplők
| Karakter                               | Film                              | Film                                          | Film                                       | Film                                         | Film                                             | Film                                      | Film                                                    | Film                                  | Film                                        |
| Karakter                               | Lego Batman: Ligába csalva (2014) | Az Igazság Ligája a Bizarro Liga ellen (2015) | Az Igazság Ligája – Harc a légióval (2015) | Az Igazság Ligája – Kozmikus küzdelem (2016) | Az Igazság Ligája – Batman és Halálcsapás (2016) | Lego szuperhősök – Flash, a villám (2018) | Lego DC Szuperhősök: Aquaman – Atlantisz haragja (2018) | Lego DC Batman: Family Matters (2019) | Lego DC: Shazam!: Magic and Monsters (2020) |
| Igazságliga                            | Igazságliga                       | Igazságliga                                   | Igazságliga                                | Igazságliga                                  | Igazságliga                                      | Igazságliga                               | Igazságliga                                             | Igazságliga                           | Igazságliga                                 |
| -------------------------------------- | --------------------------------- | --------------------------------------------- | ------------------------------------------ | -------------------------------------------- | ------------------------------------------------ | ----------------------------------------- | ------------------------------------------------------- | ------------------------------------- | ------------------------------------------- |
| Bruce Wayne Batman                     | Dolmány Attila                    | Sarádi Zsolt                                  | Welker Gábor                               | Sarádi Zsolt                                 | Sarádi Zsolt                                     | Varga Gábor                               | Crespo Rodrigo                                          |                                       |                                             |
| Clark Kent Superman                    | Fehér Tibor                       | Welker Gábor                                  | Czvetkó Sándor                             | Welker Gábor                                 | Welker Gábor                                     | Király Adrián                             | Király Adrián                                           |                                       |                                             |
| Themüszkirai Diana Wonder Woman        | Pap Katalin                       | Peller Anna                                   | Nagy-Németh Borbála                        | Peller Anna                                  | Peller Anna                                      | Peller Anna                               | Berkes Boglárka                                         |                                       |                                             |
| Victor Stone Cyborg                    | Horváth Illés                     | Makranczi Zalán                               | Szabó Máté                                 | Makranczi Zalán                              | Makranczi Zalán                                  | Dolmány Attila                            | Moser Károly                                            |                                       |                                             |
| Barry Allen Villám                     | Kossuth Gábor                     | Hamvas Dániel                                 | Bozsó Péter                                | Hamvas Dániel                                |                                                  | Hamvas Dániel                             |                                                         |                                       |                                             |
| Arthur Curry Aquaman                   | Schmied Zoltán                    |                                               |                                            |                                              |                                                  |                                           | Czető Roland                                            |                                       |                                             |
| J'onn J'onzz Marsbéli Vadász           |                                   |                                               | Varga Rókus                                |                                              |                                                  |                                           |                                                         |                                       |                                             |
| Patrick O'Brien Gumiember / Plasztik   |                                   | Kossuth Gábor                                 |                                            |                                              |                                                  | Moser Károly                              |                                                         |                                       |                                             |
| Carter Hall Sólyom                     |                                   | Harcsik Róbert                                | nem beszél                                 |                                              |                                                  |                                           |                                                         |                                       |                                             |
| Oliver Queen Zöld Íjász                |                                   | Dolmány Attila                                | nem beszél                                 |                                              |                                                  |                                           |                                                         |                                       |                                             |
| Zöld Lámpások                          |                                   |                                               |                                            |                                              |                                                  |                                           |                                                         |                                       |                                             |
| Hal Jordan Zöld Lámpás                 |                                   |                                               | Csőre Gábor                                | Szatory Dávid                                |                                                  |                                           |                                                         |                                       |                                             |
| Jessica Cruz Zöld Lámpás               |                                   |                                               |                                            |                                              |                                                  |                                           | Gyöngy Zsuzsa                                           |                                       |                                             |
| Guy Gardner Zöld Lámpás                |                                   | Jakab Márk                                    |                                            |                                              |                                                  |                                           |                                                         |                                       |                                             |
| Tini Hősök                             |                                   |                                               |                                            |                                              |                                                  |                                           |                                                         |                                       |                                             |
| Dick Grayson Éjszárny                  | nem beszél                        |                                               |                                            |                                              | Czető Roland                                     |                                           |                                                         |                                       |                                             |
| Barbara Gordon Batgirl                 | nem beszél                        |                                               |                                            |                                              | Berkes Boglárka                                  |                                           | Hábermann Lívia                                         |                                       |                                             |
| Damian Wayne Robin                     | nem beszél                        |                                               |                                            |                                              | Márkus Sándor                                    |                                           | Timon Barna                                             |                                       |                                             |
| Kara Zor-El Supergirl                  |                                   |                                               |                                            | Andrusko Marcella                            |                                                  |                                           |                                                         |                                       |                                             |
| Koriand'r Csillagfény                  |                                   |                                               |                                            |                                              | Sipos Eszter Anna                                |                                           |                                                         |                                       |                                             |
| Garfield Logan Gézengúz                |                                   |                                               |                                            |                                              | Penke Bence                                      |                                           |                                                         |                                       |                                             |
| Gonosztevők                            |                                   |                                               |                                            |                                              |                                                  |                                           |                                                         |                                       |                                             |
| Darkseid                               |                                   | Törköly Levente                               | Barbinek Péter                             |                                              |                                                  |                                           |                                                         |                                       |                                             |
| Lex Luthor                             | Juhász György                     | Rába Roland                                   | Tarján Péter                               |                                              |                                                  |                                           |                                                         |                                       |                                             |
| Joker                                  | Galbenisz Tomasz                  |                                               | Kerekes József                             |                                              | Kerekes József                                   |                                           |                                                         |                                       |                                             |
| Sinestro                               |                                   |                                               | Kárpáti Levente                            |                                              |                                                  |                                           |                                                         |                                       |                                             |
| David Kane Fekete Rálya / Fekete Manta | Kárpáti Levente                   |                                               | Bognár Tamás                               |                                              |                                                  |                                           |                                                         |                                       |                                             |
| Grodd Gorilla                          |                                   | Törköly Levente                               | Törköly Levente                            |                                              |                                                  |                                           |                                                         |                                       |                                             |
| Leonard Snart Fagy Kapitány            | Haás Vander Péter                 | Hám Bertalan                                  | Lippai László                              |                                              |                                                  |                                           |                                                         |                                       |                                             |
| Barbara Ann Minerva Párducnő           |                                   |                                               | Czirják Csilla                             |                                              |                                                  |                                           |                                                         |                                       |                                             |
| Oswald Cobblepot Pingvin               | Faragó András                     | Rába Roland                                   | Rosta Sándor                               |                                              | Karácsonyi Zoltán                                |                                           |                                                         |                                       |                                             |
| Slade Wilson Halálcsapás               |                                   | Hegedüs Miklós                                | Fehérváry Márton                           |                                              | Galambos Péter                                   |                                           |                                                         |                                       |                                             |